# 帝塚山中学校・高等学校の人物一覧
帝塚山中学校・高等学校の人物一覧 - （てづかやまちゅうがっこう・こうとうがっこうのじんぶついちらん）は、帝塚山中学校・高等学校に関係する主な人物の一覧記事。

## 著名な出身者

### 経済・実業
- 佐上峻作 - 実業家。中学校・高等学校卒業
- 橋口新一郎 - 建築家

### マスメディア
- 裏野佐弥佳 - フリーランスアナウンサー
- 中島めぐみ - 関西テレビアナウンサー。中学校・高等学校卒業
- 釜本莉奈 - フリーアナウンサー
- 木岡真理奈 - テレビ高知アナウンサー。中学校・高等学校卒業
- 森田絵美 - 山梨放送アナウンサー。中学校・高等学校卒業

### 音楽
- 山本潤子 - 歌手・シンガーソングライター
- 愛内里菜 - 歌手
- 谷村奈南 - 歌手。中学校・高等学校卒業

### 舞台芸術・芸能
- 宮原祥子 - ファッションモデル、女優。
- 駒村多恵 - タレント。小学校・中学校卒業
- 津田麻莉奈 - タレント。中学校・高等学校卒業
- 礒部花凜 - 女優・声優・歌手
- 周平魂 - お笑い芸人、「ツートライブ」メンバー。

### スポーツ
- 内藤就行 - サッカー指導者。中学校卒業

## 著名な教職員
- 川澄健一 - 元音楽科教諭。作曲家